# Emilius Lund
Emilius Lund, född den 5 juni 1830 i Köpenhamn, död den 7 april 1893 i Stockholm, var en dansk oboist. Han var gift med Linda Röske-Lund och far till Emilia Eleonora Lund. 
Lund genomgick i hemstaden undervisning i oboe för Christian Schiemann och i harmonilära för Niels Wilhelm Gade. Han uppträdde 1857 på kungliga teatern i Stockholm och anställdes den 1 juni samma år vid kungliga hovkapellet. Efter att 1862 ha utnämnts till förste oboist tog han samma år avsked från kapellet och reste till utlandet. Lund vann anställning som solooboist vid konserter i Köpenhamn 1863–1867 samt lät höra sig vid flera konserter i Leipzig (på Gewandhaus och Euterpe), Berlin, Amsterdam, Halle, Stettin, Rostock med flera städer samt vid Allgemeine Deutsche Tonkünstlerfest i Meiningen. Han var i besittning av en högst betydande och ovanlig färdighet på sitt instrument, inte minst i tekniskt hänseende. Från trycket utgav Lund en konsertouvertyr för orkester, oboestudier och sånger (i Leipzig), en oboekonsert med orkesterackompanjemang (i Berlin) samt sånger och pianostycken (i Köpenhamn och Kristiania).